# Chrysometa butamalal
Chrysometa butamalal är en spindelart som beskrevs av Claude Lévi 1986. Chrysometa butamalal ingår i släktet Chrysometa och familjen käkspindlar. Inga underarter finns listade i Catalogue of Life.